# Weston (condado de Marathon, Wisconsin)
Weston es un pueblo ubicado en el condado de Marathon en el estado estadounidense de Wisconsin. En el Censo de 2010 tenía una población de 639 habitantes y una densidad poblacional de 27,68 personas por km².

## Geografía
Weston se encuentra ubicado en las coordenadas 44°55′45″N 89°31′46″O / 44.92917, -89.52944. Según la Oficina del Censo de los Estados Unidos, Weston tiene una superficie total de 23.09 km², de la cual 22.93 km² corresponden a tierra firme y (0.67%) 0.16 km² es agua.

## Demografía
Según el censo de 2010, había 639 personas residiendo en Weston. La densidad de población era de 27,68 hab./km². De los 639 habitantes, Weston estaba compuesto por el 95.46% blancos, el 0.16% eran afroamericanos, el 1.41% eran amerindios, el 1.25% eran asiáticos, el 0% eran isleños del Pacífico, el 0.47% eran de otras razas y el 1.25% pertenecían a dos o más razas. Del total de la población el 1.41% eran hispanos o latinos de cualquier raza.